# Marta Alconada
Marta Moreira de Alconada Aramburú (Atalaya, partit de Magdalena, Buenos Aires, 19 de gener de 1930 - La Plata, 14 de juny de 2007) va ser una militant pels Drets Humans a l'Argentina i integrant de Mares de Plaza de Mayo.
Des de petita va viure a la ciutat de La Plata, on la seva família s'havia radicat. Allí va cursar els seus estudis primaris i secundaris, es va fer mestra i als 20 anys es va casar amb Domingo Roque Alconada Aramburú. Va tenir cinc fills, Domingo Roque, María Marta, Juan José, Federico Francisco i María Florència. Coneguda simplement com Marta Alconada, va sofrir la desaparició del seu fill gran Domingo Roque, a mans de la dictadura. A partir d'aquest moment va començar una lluita al costat del seu marit i els seus fills, que no abandonaria mai durant 30 anys.

## Domingo Roque Alconada Moreira
Pironio o Minguito (La Plata, 22 de setembre de 1952, detingut-desaparegut el 22 de desembre de 1976) era el gran dels cinc fills de Marta Moreira de Alconada, va pertànyer a la Joventut Estudiantil Catòlica i va ser responsable de la Joventut Universitària Peronista (JUP) a la Facultat de Dret de La Plata, a la qual va ingressar el 1970. L'any 1974 va ser candidat a President del Centre d'Estudiants d'aquesta facultat. Va ser segrestat el 22 de desembre de 1976. Segons diversos testimoniatges, va passar per diferents centres clandestins de detenció, entre els quals  La Cacha. Roman desaparegut.

## Militància
Marta Moreira va ser una de les primeres integrants de les Mares de Plaza de Mayo, va assistir a les rondes dels dijous des del començament i va sofrir la presó en la seva missió.
Va ser ella qui durant el mundial de futbol de 1978 va clamar davant de les càmeres d'un periodista holandès que les Mares volien saber «una mica dels seus fills, si tenen gana, si tenen fred, si estaven malalts, i on eren». En imatges que van recórrer el món sencer va demanar a la premsa estrangera: «si us plau facin alguna cosa, si us plau diguin-ho». En una famosa imatge d'arxiu, Marta Moreira de Alconada Aramburú va dir al periodista: «Ajudin-nos, vostès són la nostra última esperança».
Quan el Papa Joan Pau II va visitar el Brasil, Marta Moreira va viatjar fins allí per a entrevistar-s'hi i demanar-li ajuda en la cerca dels desapareguts.